# Tsubasa Oshima
Tsubasa Oshima (født 9. december 1983) er en tidligere japansk fodboldspiller.
Han har spillet for flere forskellige klubber i sin karriere, herunder Fagiano Okayama.